# La Font d'en Fargues
Font d'en Fargues este un cartier din districtul 7, Horta-Guinardó, al orasului Barcelona.